# Daniel Boorstin
Daniel Joseph Boorstin (Atlanta, Geórgia, 1 de outubro de 1914 – Washington, D.C., 28 de fevereiro de 2004) foi um historiador, professor, advogado e escritor norte-americano. Foi diretor da Biblioteca do Congresso Americano entre 1975 e 1987. Boorstin teve como uma de suas obras mais importantes o livro The Image [A imagem], no qual trata das influências das mídias no comportamento social. O autor se debruça, sobretudo, sobre a questão dos pseudo-eventos que conceitua como criações da mídia para patrocinar a imagem pública das celebridades, que por sua vez são conhecidas apenas por suas imagens e não por seus atos ou feitos.

## Vida
Boorstin, com Ruth como sua colaboradora, escreveu mais de 20 livros, incluindo duas trilogias principais, uma sobre a experiência americana e outra sobre a história intelectual mundial.
Boorstin recebeu o crédito de ter dito: "As idéias não precisam de passaportes de seu lugar de origem, nem de vistos para os países em que entram  ... Nós, os bibliotecários do mundo, somos servos de um mundo indivisível ... Livros e idéias fazem um mundo sem limites".
Quando o presidente Ford nomeou Boorstin para Bibliotecário do Congresso em 1975, a nomeação foi apoiada pelo Authors Guild, mas teve oposição dos liberais, que se opuseram ao seu conservadorismo percebido e sua oposição à revolução social do final dos anos 1960 e início dos anos 1970. Ele foi atacado pela American Library Association porque Boorstin "não era um administrador de biblioteca". O Senado confirmou a nomeação sem debate.
Recebeu o Prémio Pulitzer de História em 1974 por The Americans: The Democratic Experience.

## The Image: A Guide to Pseudo-events in America
Dentro da disciplina de teoria social, o livro de Boorstin de 1961, The Image: A Guide to Pseudo-events in America, é uma descrição inicial de aspectos da vida americana que mais tarde foram denominados hiper-realidade e pós-modernidade. Em The Image, Boorstin descreve mudanças na cultura americana - principalmente devido à publicidade - onde a reprodução ou simulação de um evento se torna mais importante ou "real" do que o próprio evento. Ele passa a cunhar o termo pseudoevento, que descreve eventos ou atividades que têm pouco ou nenhum propósito além de serem reproduzidos por meio de anúncios ou outras formas de publicidade. Este livro também descreve o tipo de histórias falsas que passaram a ser chamadas de "notícias falsas "na década de 2010. A ideia de pseudoeventos antecipa trabalhos posteriores de Jean Baudrillard e Guy Debord. A obra é um texto frequentemente usado em cursos de sociologia americanos, e as preocupações de Boorstin sobre os efeitos sociais da tecnologia continuam influentes.

## Abordagem de Boorstin para a história
O professor Levy fez uma palestra sobre Boorstin em abril de 2014 em um evento da Oklahoma University, o President's Day of Learning. Ele tinha várias observações sobre a abordagem de Boorstin da história americana que parecem explicar por que muitos historiadores contemporâneos se opuseram à sua nomeação para chefiar a Biblioteca do Congresso. De acordo com Levy:
- Boorstin acreditava que os pontos principais da história americana eram feitos pelo que as pessoas concordavam, e não pelo que lutavam.
- Ele enfatizou continuidades na história, ao invés de mudanças radicais.
- Ele desconfiava do pensamento doutrinário; seus escritos minimizaram o papel de pensadores puros e enfatizaram o papel de solucionadores de problemas.
- Ele era conservador na política e em sua abordagem da cultura e revoltava-se com o que considerava vulgaridades na vida e na publicidade americanas.
- Ele observou o poder transformador de avanços culturais aparentemente mundanos, como ar-condicionado, telefones, compras por catálogo, comida enlatada e máquinas de escrever.

## Livros
- The Mysterious Science of the Law: An Essay on Blackstone's Commentaries (1941)
- The Lost World of Thomas Jefferson (1948)
- The Genius of American Politics (University of Chicago Press, 1953)
- The Americans: The Colonial Experience (1958)
- America and the Image of Europe: Reflections on American Thought (1960)
- A Lady's Life In The Rocky Mountains: Introduction (1960)
- The Image: A Guide to Pseudo-events in America (1962)
- The Americans: The National Experience (1965)
- The Landmark History of the American People: From Plymouth to Appomattox (1968)
- The Decline of Radicalism: Reflections of America Today (1969)
- The Landmark History of the American People: From Appomattox to the Moon (1970)
- The Sociology of the Absurd: Or, the Application of Professor X (1970)
- The Americans: The Democratic Experience (1973)
- Democracy and Its Discontents: Reflections on Everyday America (1974)
- The Exploring Spirit: America and the World, Then and Now (1976)
- The Republic of Technology (1978)
- A History of the United States with Brooks M. Kelley and Ruth Frankel (1981)
- The Discoverers: A History of Man's Search to Know His World and Himself (1983)
- Hidden History (1987)
- The Creators: A History of Heroes of the Imagination (1992)
- O nariz de Cléopatra: ensaios sobre o inesperado - no original Cleopatra's Nose: Essays on the Unexpected (1994)
- The Seekers: The story of man's continuing quest to understand his world (1998)